# Hexarthra bulgarica
Hexarthra bulgarica is een raderdiertjessoort uit de familie Hexarthridae. De wetenschappelijke naam van deze soort is voor het eerst geldig gepubliceerd in 1933 door Wiszniewski.